# Shinigami

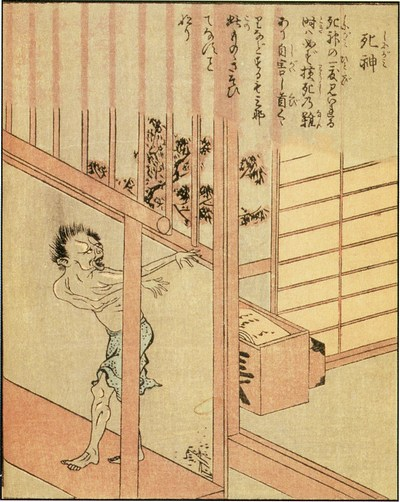
Một mô tả về shinigami.

Shinigami (死神, tử thần, "thần chết") là một thực thể trong văn học dân gian Nhật Bản, chịu trách nhiệm hướng dẫn linh hồn người chết để được đánh giá ở thế giới bên kia. Về mặt này, Shinigami có liên quan đến khái niệm của phương Tây về Grim Reaper. Mặc dù Grim Reaper là một thực thể duy nhất, có nhiều shinigami thường được tưởng tượng như là làm việc cùng nhau. Shinigami là một bổ sung tương đối gần đây trong văn học dân gian Nhật Bản 

## Trong văn hóa
Ngày nay, việc sử dụng shinigami cho các sinh vật siêu nhiên liên quan đến cái chết trong manga và anime Nhật Bản là rất phổ biến. Ví dụ, Ballad of a Shinigami, Bleach, Death Note, Full Moon wo Sagashite, Naruto, Kuroshitsuji, Touhou Project, Yu Yu Hakusho,"Yami No Matsuei" và Soul Eater đã hoặc đã sử dụng shinigami như là một vai trò lớn trong cốt truyện.
Thuật ngữ này xuất hiện hai lần trong vở kịch The Love Suicides at Amijima của Chikamatsu Monzaemon (1721).
Một bài hát tên "Shinigami" xuất hiện trong album A View from the End of the World của Machinae Supremacy.